# Jules Franceschi

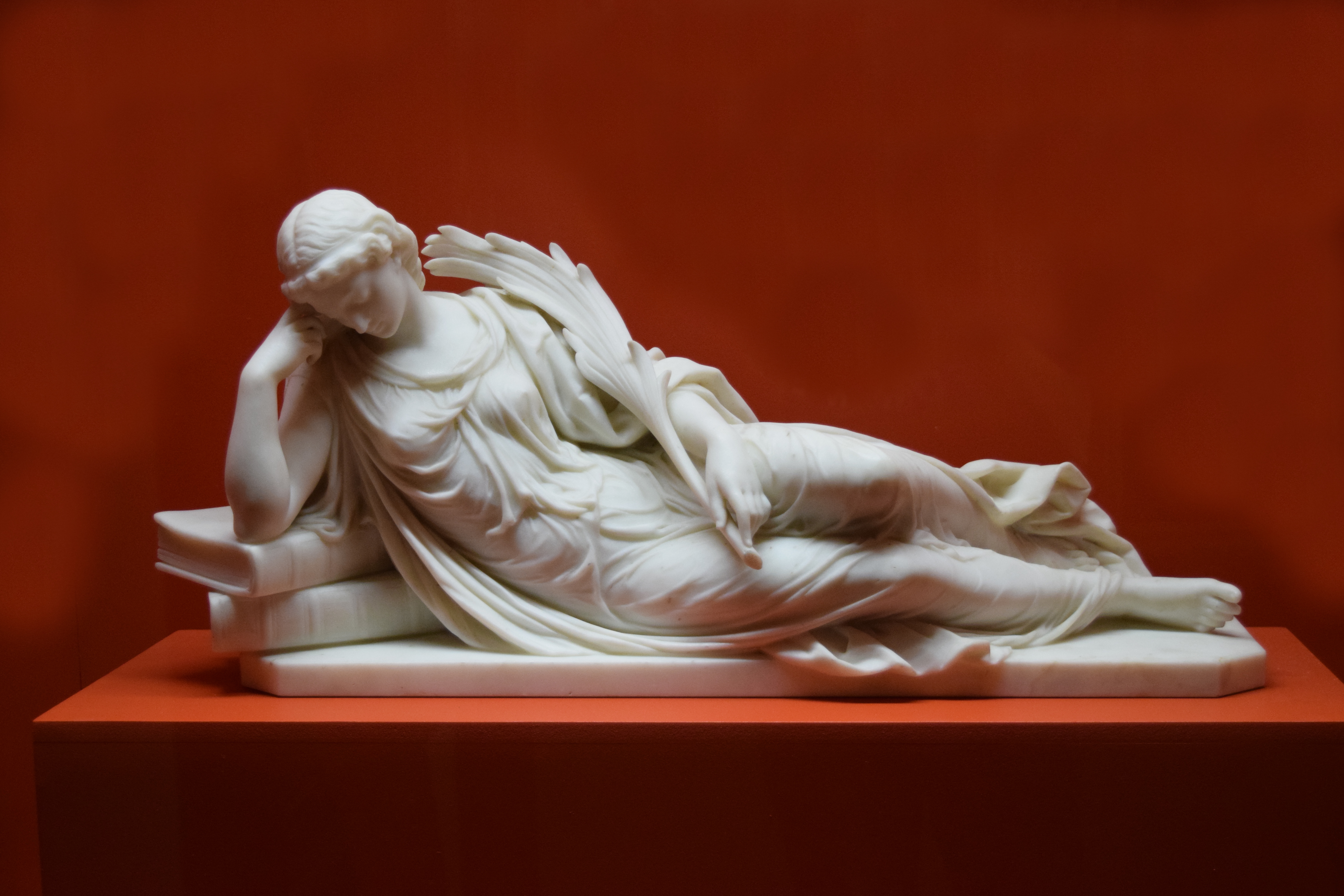
La Foi.

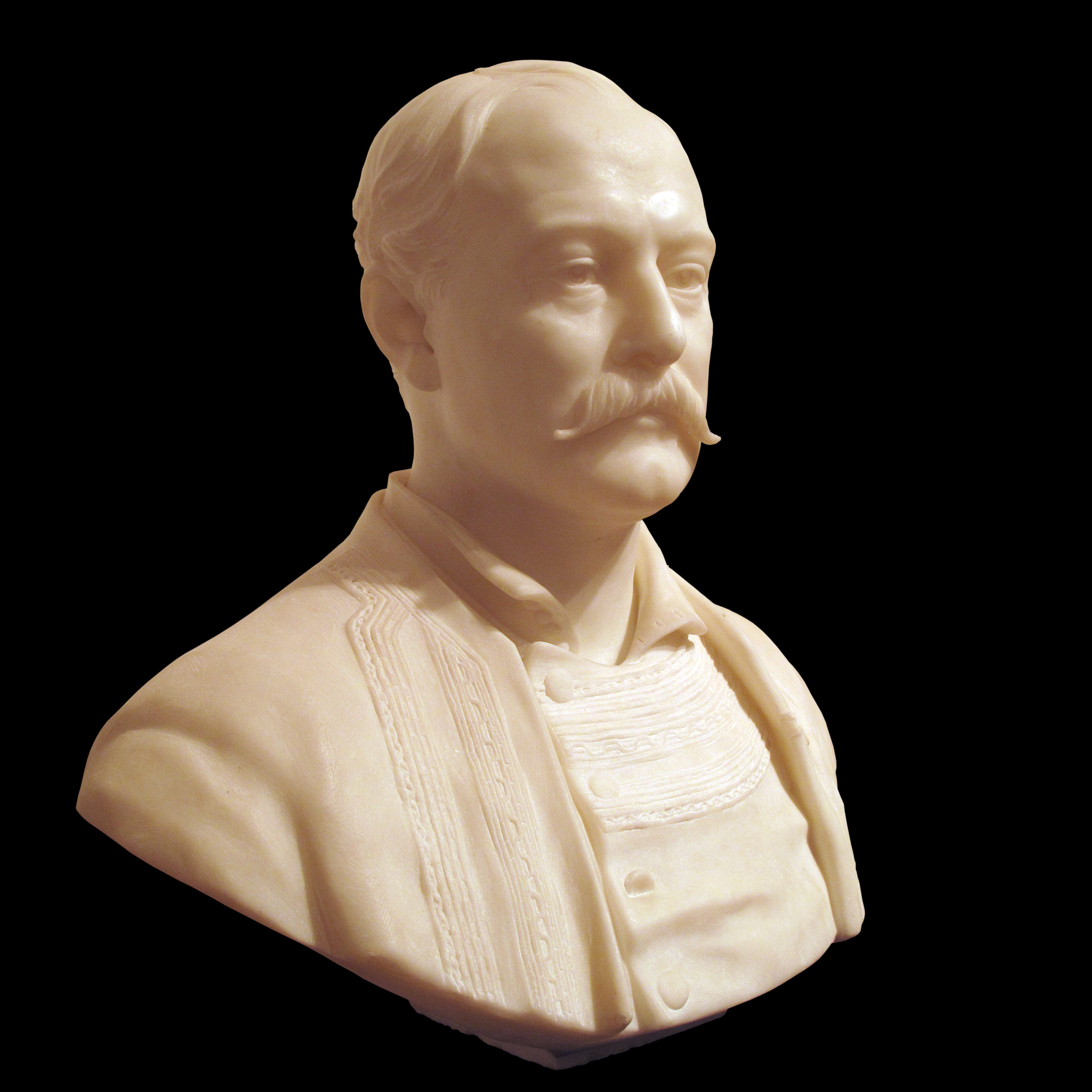
Buste de Camille Bernier.

Louis-Julien Franceschi, dit Jules Franceschi, est un sculpteur français né à Bar-sur-Aube le 11 janvier 1825 et mort à Paris le 1er septembre 1893.
Son frère Paul Franceschi (1828-1894) est également sculpteur.

## Biographie
Né dans une famille d'origine italienne, Jules Franceschi est l'élève de François Rude. Il débute au Salon de 1848. On lui doit de nombreuses réalisations, notamment à Paris où il réalise La Pensée sur la façade de l'Opéra Garnier, La Peinture au jardin du Luxembourg, ou la tombe de Miecislas Kamieński au cimetière Montmartre. On lui doit également certaines sculptures du palais du Louvre : Mars dans la Cour carrée, L'Histoire sur l'aile de Flore, La Science du pavillon des États ou le fronton du pavillon de Flore.
Deux de ses statues, Antoine-François Fourcroy et Marie-Thérèse Rodet Geoffrin, ornent les façades de l'hôtel de ville de Paris. 
Il a également exécuté des bustes de nombre de ses contemporains, dont Jacques Offenbach (monument funéraire à Paris au cimetière de Montmartre), Émile Augier, Eugène Delacroix, Charles Gounod ou Victor Massé.

## Œuvres dans les collections publiques
- Paris :
  - cimetière de Montmartre :
    - Tombe de Kamieński, 1861 ;
    - Jacques Offenbach, vers 1881.

  - cimetière des Batignolles :

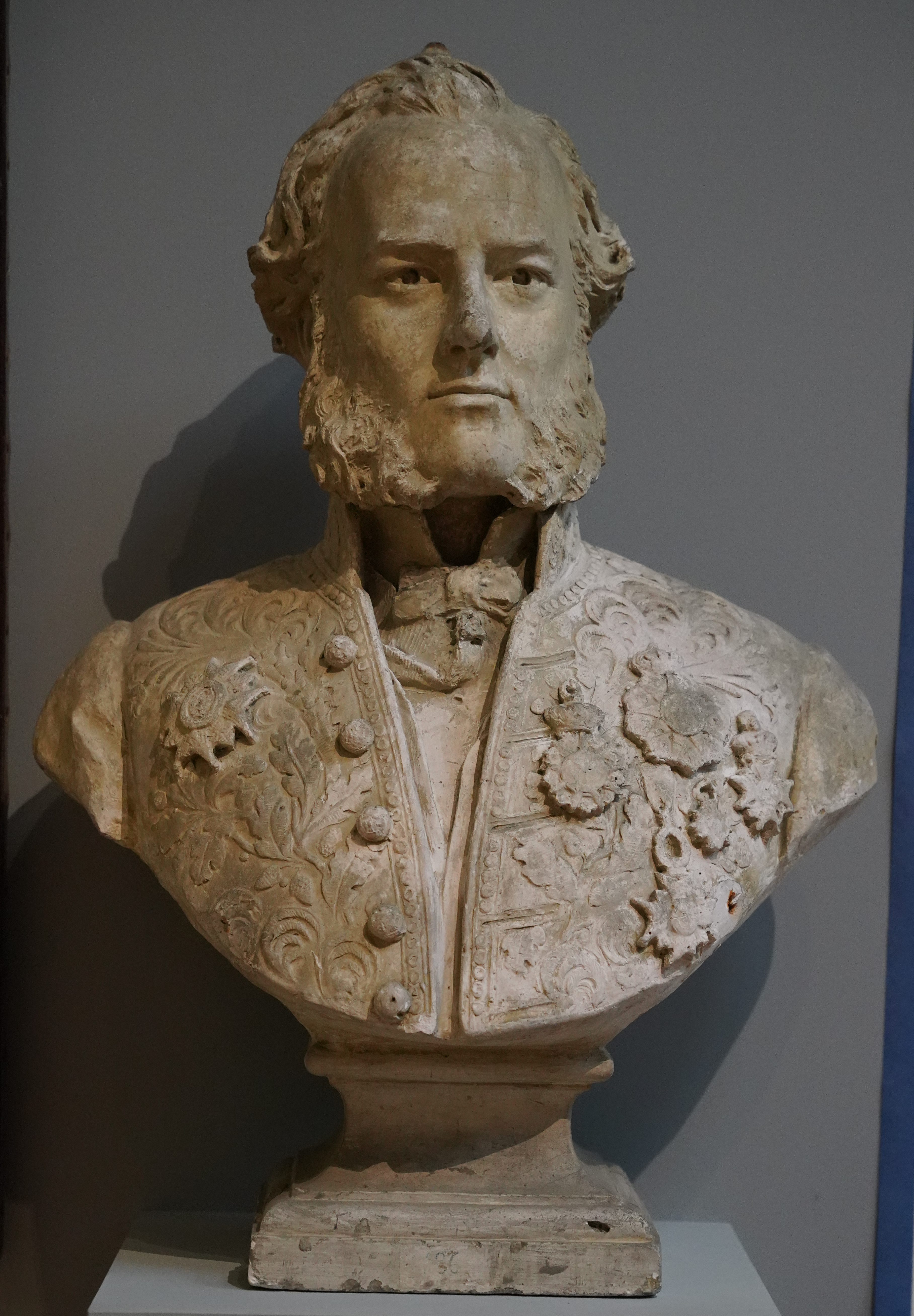
Buste de Henri Rivière.

    - Médaillon en bronze d'Alfred Chrétien, vers 1887-1888.

  - église Saint François-Xavier : Saint Paul, 1868.
  - église Saint-Sulpice : Saint Sulpice, 1867.
  - jardin du Luxembourg : La Peinture, 1889.
  - palais du Louvre :
    - Mars, 1858, Cour carrée ;
    - L'Histoire, 1866, aile de Flore ;
    - La Science, 1868 , Pavillon des États ;
    - Fronton, 1871, Pavillon de Flore.
- Troyes, musée des beaux-arts :
  - La Foi, 1864 ;
  - Hébé, 1868 ;
  - La Fortune, 1882;
  - Buste du commandant Henri Rivière, vers 1884, plâtre ;
  - Monsieur Félix Bouchot , profil en médaillon.